# Desmognathus valtos
Desmognathus valtos — вид хвостатих земноводних родини безлегеневих саламандр (Plethodontidae). Описаний у 2022 році.

## Назва
Видова назва valtos походить з грецького βάλτος, що означає «болото», та вказує на середовище проживання виду.

## Поширення
Ендемік США. Поширений у штатах Джорджія, Південна Кароліна та Північна Кароліна. Типове місцезнаходження — річка Оттер-Крік в окрузі Крейвен (Північна Кароліна). Мешкає у болотистих місцевостях.

## Опис
Це темна саламандра помірного розміру (SVL 17,2–62,4 мм), як правило, з темно-зеленувато-сірим основним кольором і помаранчевим відтінком на спинних поверхнях.